# Dresslerella hispida
Dresslerella hispida är en orkidéart som först beskrevs av Louis Otho Otto Williams, och fick sitt nu gällande namn av Carlyle August Luer. Dresslerella hispida ingår i släktet Dresslerella och familjen orkidéer. Inga underarter finns listade i Catalogue of Life.